# Babakanjati
Babakanjati is een bestuurslaag in het regentschap Kuningan van de provincie West-Java, Indonesië. Babakanjati telt 1728 inwoners (volkstelling 2010).